# Manta (Benin)
Manta ist ein Arrondissement im Departement Atakora in Benin. Es ist eine Verwaltungseinheit, die der Gerichtsbarkeit der Gemeinde Boukoumbé untersteht. Gemäß der Volkszählung von 2013 hatte Manta 13.633 Einwohner, davon waren 6.653 männlich und 6.980 weiblich.